# Neofinetia richardsiana
Neofinetia richardsiana là một loài thực vật có hoa trong họ Lan. Loài này được Christenson mô tả khoa học đầu tiên năm 1996.